# Aoroides columbiae
Aoroides columbiae är en kräftdjursart som beskrevs av A. O. Walker 1898. Aoroides columbiae ingår i släktet Aoroides och familjen Aoridae. Inga underarter finns listade i Catalogue of Life.